# Stéphane Crépin
Pour les articles homonymes, voir Crépin.
Stéphane Crépin, né le 8 avril 1980, est un joueur de handball français qui évoluait au poste d'ailier droit et qui a pris sa retraite en 2010.

## Carrière
- 1999-2005 : Toulouse Union Handball
- depuis 2005 : US Créteil Handball
- Jusqu'en 2010 : Asptt Nancy-Vandœuvre Pro D2[1].